# Probošt-Krippe

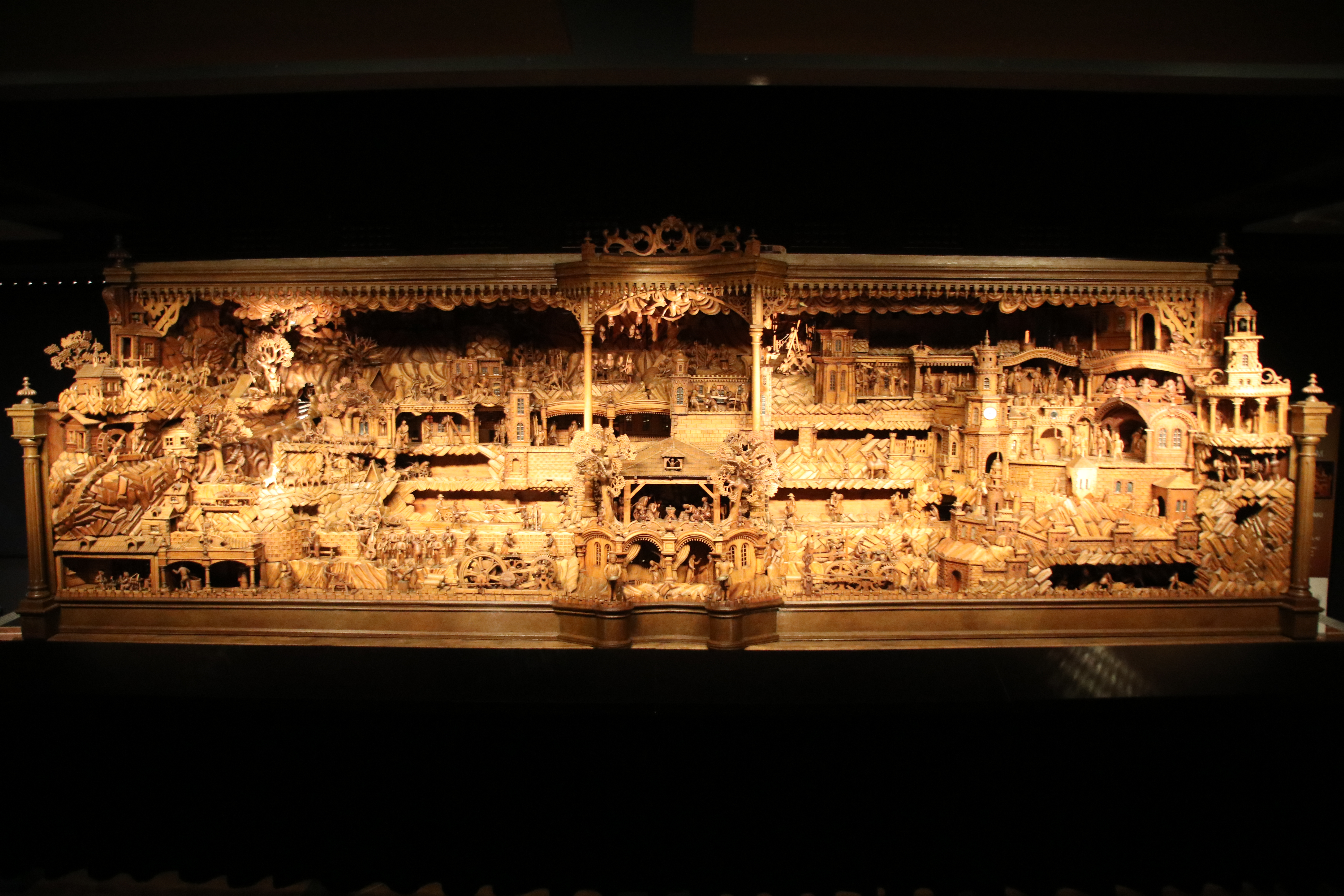
Vorderseite der Probošt-Krippe

Die Probošt-Krippe (tschechisch Proboštův betlém), auch Třebechovice-Krippe oder Krippe von Třebechovice (tschechisch Třebechovický betlém) genannt, ist eine Weihnachtskrippe aus Holz mit mechanisch bewegten Figuren. Sie entstand in der böhmischen Stadt Třebechovice pod Orebem über einen Zeitraum von mehr als vierzig Jahren und ist im dortigen Krippenmuseum ausgestellt. Seit 1999 gehört sie zu den Nationalen Kulturdenkmalen Tschechiens. Die Krippe stellt neben Szenen aus der Weihnachtsgeschichte auch weitere Szenen aus dem Leben Jesu, insbesondere aus der Passion, dar. Darüber hinaus zeigt sie Szenen aus dem Alltagsleben in Třebechovice.

## Geschichte

### Bau
Die Krippe wurde von Josef Probošt (1849–1926), Josef Kapucián (1841–1908) und Josef Friml (1861–1946) gebaut. Der Bauer und Tischler Probošt wollte „eine Krippe schaffen, die die größte und schönste der Welt sein wird, so dass der Kaiser sicher selbst aus Wien kommen wird, um sie zu sehen.“ Die Krippe entstand in dem Zeitraum von 1882 bis zum Tod Josef Probošts 1926 in mehreren Etappen. Ursprünglich schuf Probošt eine einfache traditionelle Krippe, die er 1885 seiner Frau schenkte. Nach und nach fügte er weitere biblische Szenen hinzu. Dabei half ihm der Schnitzer Josef Kapucián, der die meisten der Figuren schnitzte, während Probošt selber überwiegend an Landschaft und Architektur arbeitete. Schließlich erweiterte Probošt die Krippe noch um Szenen aus dem alltäglichen Landleben in Třebechovice.

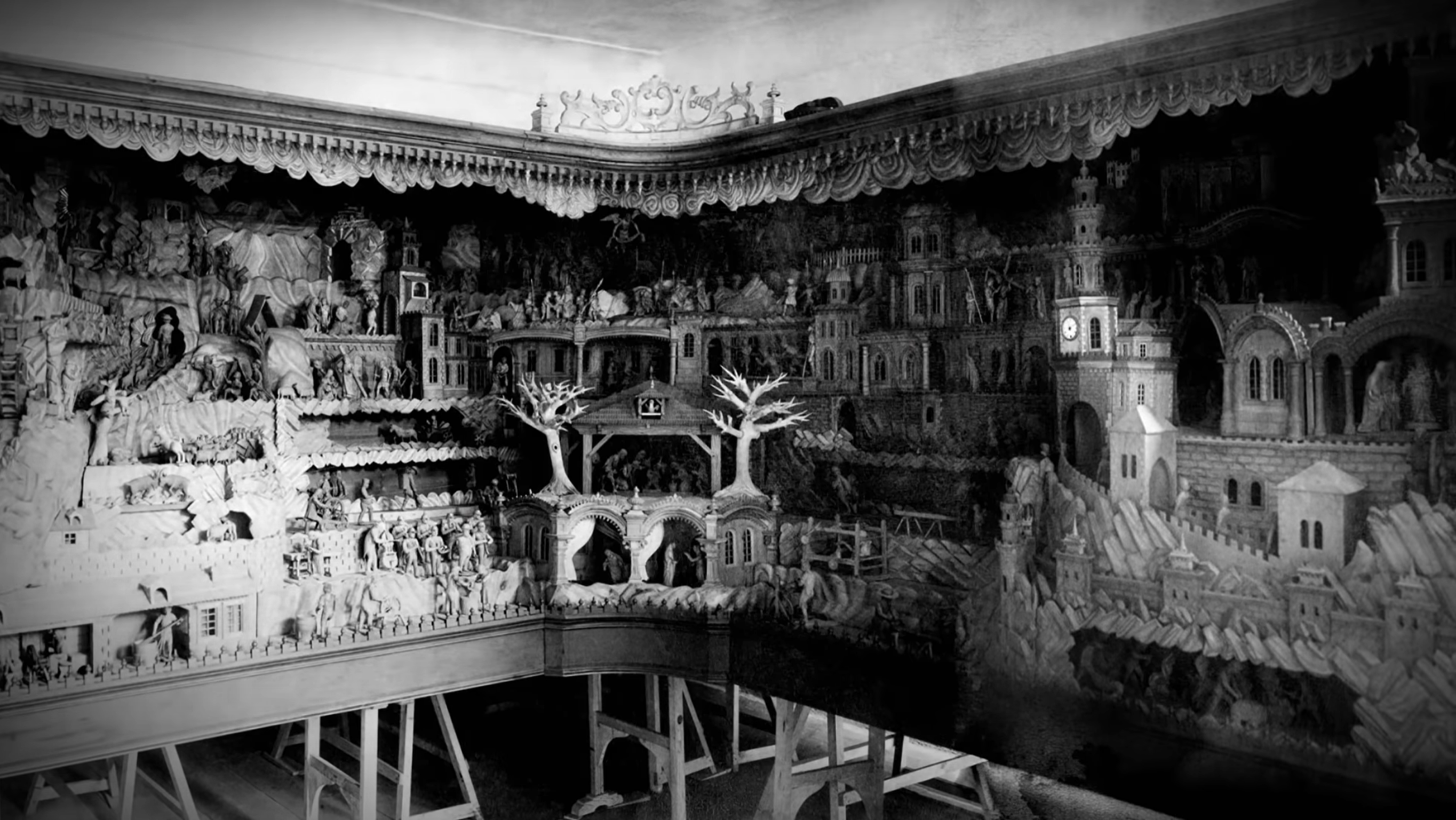
Ursprüngliche Form der Krippe in Eckbauweise (1890er Jahre)

In den 1890er Jahren lernte Probošt bewegliche Krippen kennen und beschloss, seine Krippe entsprechend umzubauen. Auf einem Foto aus dieser Zeit ist zu erkennen, dass die Krippe ursprünglich in rechtwinkliger Eckbauweise errichtet war. Mittelpunkt war die Ecke mit der Geburtsszene. Um die Jahrhundertwende wurde die Krippe, vermutlich im Zusammenhang mit ihrer Mechanisierung, in eine lineare Form umgebaut.
Der Mühlenbauer Josef Friml, der Mechanismen für Mühlen und landwirtschaftliche Geräte baute, konstruierte einen funktionsfähigen Bewegungsmechanismus. Damit konnten 150 Figuren auf Gurten fortbewegt werden und bei knapp fünfzig Figuren konnten Kopf oder Gliedmaßen bewegt werden. Angetrieben wurde die Mechanik ursprünglich mit einer Handkurbel, ab 1935 mit einem Elektromotor.

### Ausstellung
Die Probošt-Krippe war zum ersten Mal 1906 auf der Zemská jednota řemeslnická (Landeskunsthandwerkervereinigung) in Chrast öffentlich ausgestellt. Nach dem Tod Probošts verkaufte seine Tochter die Krippe 1934 an den Třebechovicer Fabrikbesitzer Jaroslav Burdych (1892–1957). Es folgten Ausstellungen 1934 in Kostelec nad Orlicí, 1935 in Prag, 1936 in Brünn und 1937 in Bratislava, Piešťany und Hlohovec. Nach dem Zweiten Weltkrieg wurde die Familie Burdych enteignet, und die Krippe kam in Staatsbesitz. Es wurde beantragt, sie als „Produkt des religiösen Obskurantismus“ zu zerstören, was aber glücklicherweise nicht bewilligt wurde.
International bekannt wurde die Krippe durch die Weltausstellung 1967 in Montreal, bei der sie von über 8 Millionen Besuchern besichtigt wurde. 1968 wurde sie in der niederländischen Miniaturstadt Madurodam in den Haag ausgestellt und 1970 auf der Ideal Home Show in London.

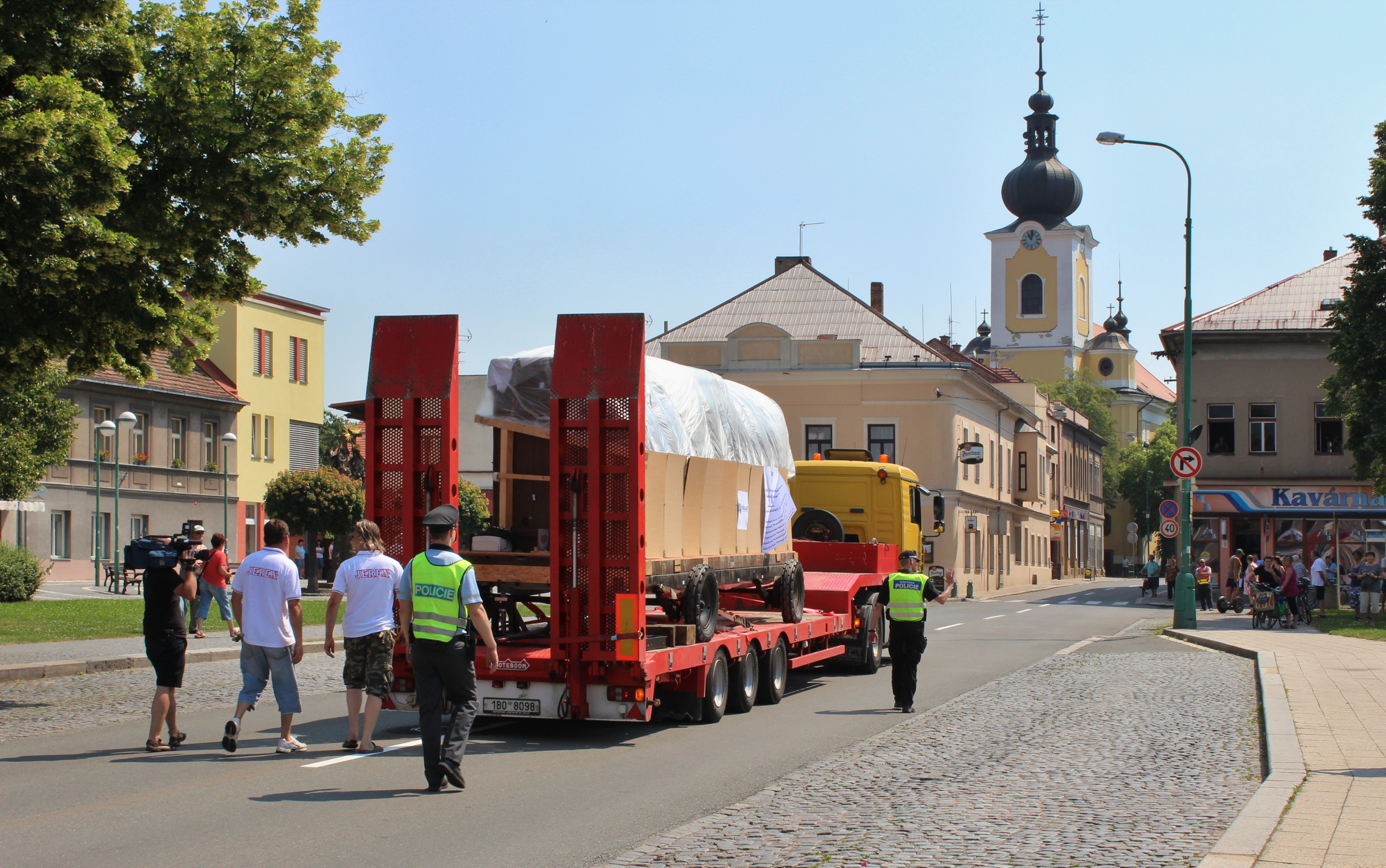
Transport der Krippe zum Museumsneubau (2. Haus v.l.)

Seit 1972 ist die Krippe im Krippenmuseum Třebechovice (Třebechovické muzeum betlémů) untergebracht. 1974 erfolgte eine größere Restaurierung. Seitdem werden am Ende jedes Kalenderjahres eine gründliche Inspektion und die erforderlichen Wartungsarbeiten durchgeführt. Während des Neubaus des Museums von 2011 bis 2013 war die Krippe in einem Depot ausgelagert und konnte nicht besichtigt werden. 2013 wurde sie in das neu errichtete Museum überführt und ist seitdem wieder für die Öffentlichkeit zugänglich. Von 2015 bis 2016 wurde sie direkt im Ausstellungsraum des Museums vor den Augen der Museumsbesucher grundlegend restauriert.
1958 wurde die Krippe zum Kulturdenkmal erklärt, 1999 zum Nationalen Kulturdenkmal.

## Beschreibung
Die Krippe hat eine Breite von 6,90 Metern. Sie ist 2,20 Meter hoch und 1,90 Meter tief. Sowohl die dargestellten Szenen als auch die zum Bewegen der Figuren dienende Mechanik bestehen aus Holz. Der hölzerne Rahmen des Aufbaus ist seit 1972 durch eine Stahlkonstruktion verstärkt. Die einzelnen Szenen sind auf sieben Ebenen verteilt, die teils als Terrassen stufenförmig ineinander übergehen und teils durch Zwischendecken voneinander getrennt sind.
Von den etwa 2000 geschnitzten Teilen der Krippe stellen 363 Figuren dar, die übrigen sind Architektur- oder Landschaftselemente. Dazu zählen auch sechs filigran geschnitzte blühende Lindenbäume, die damals ein üblicher Bestandteil tschechischer Krippen waren. Die linke Seite zeigt die Landschaft um Třebechovice. Es gibt volkstümliche Gebäude wie eine Windmühle, eine Wassermühle, eine Einsiedelei und einen Schafstall. Gekrönt wird die Landschaft durch eine Kapelle mit Glockenturm, deren Glocke geläutet wird. Die rechte Seite zeigt eine Palastarchitektur mit starken Mauern, Säulen und Türmen. Die etwa 10 bis 15 Zentimeter großen Figuren sind aus Lindenholz geschnitzt und nicht polychromiert. Für viele der Figuren dienten Nachbarn und Besucher Probošts als Modell. Auch Probošt selber ist als Zimmermann abgebildet und Kapucián als weiser alter Mann. Etwa 50 Figuren können mithilfe von Drahtzügen Kopf oder Gliedmaßen bewegen, beispielsweise um Arbeitsabläufe zu verrichten, und etwa 120 Figuren werden von hölzernen Ketten durch die Szenerie fortbewegt. Die meisten dieser Bewegungen sind horizontal. Eine Gruppe von Figuren bewegt sich jedoch eine Rampe hinauf. Die Mechanik zum Antrieb der Figuren ist aus Hainbuchen- und Buchenholz gefertigt und umfasst über dreihundert Holzräder und 152 Zahnräder mit einem Durchmesser von 10 bis 60 Zentimetern.
Die biblischen Szenen sind überwiegend auf den oberen Ebenen angeordnet. Sie stellen Ereignisse aus dem Leben Jesu von seiner Geburt bis zu seiner Himmelfahrt dar. Schwerpunkte bilden die Weihnachtsgeschichte und die Passion. Im Zentrum der Probošt-Krippe steht auf der dritten Ebene der Stall von Bethlehem, flankiert von zwei Lindenbäumen. Josef wiegt das Jesuskind in der Krippe, die Hirten knien davor und neigen abwechselnd den Kopf. Unter dem Stall sind die Verkündigung des Herrn und Marias Besuch bei Elisabeth dargestellt. Die Verkündigung an die Hirten ist auf der linken Seite der Krippe von der fünften Ebene aufwärts dargestellt. Auf der rechten Seite bewegt sich auf der vierten Ebene die Prozession der Heiligen Drei Könige mit Kamelen und einem Elefanten auf den Stall zu. Zu den weiteren Szenen aus der Kindheitsgeschichte Jesu zählen unter anderem die Darstellung Jesu im Tempel, die Flucht nach Ägypten und der Kindermord in Bethlehem. Die Passionsszenen sind überwiegend auf der fünften bis siebten Ebene dargestellt. Viele Szenen zeigen Jesus mit dem Kreuz auf dem Kreuzweg. Weitere Szenen zeigen das Abendmahl Jesu, die Ölbergszene und die Kreuzigung Jesu. Die Szene der Kreuzabnahme ist von Joseph Kapucián aus einem einzigen Stück Holz geschnitzt. Die Reihe der biblischen Szenen endet mit der Himmelfahrt Jesu auf der oberen Ebene.
Auf den unteren Ebenen sind überwiegende weltliche Szenen angeordnet. Sie stellen Ereignisse aus dem Alltag der Bewohner einer böhmischen Kleinstadt wie Třebechovice an der Wende vom 19. zum 20. Jahrhundert dar. Beidseitig des Mittelbaus der Krippe stehen auf der untersten Ebene die beweglichen Figuren eines Jungen und eines Mädchens, die Zinnschalen in den Händen halten und dadurch die Besucher an das Hinterlassen von Spenden erinnern sollen. Zwei Dampfmaschinen rechts und links davon zeigen den technischen Fortschritt Třebechovices an. Am linken Rand befindet sich eine Schuhmacherwerkstatt, daneben ein offener Flur, in dem ein Bäcker den Brotteig anrührt und eine Bäuerin Butter stampft. Daneben arbeiten ein Küfer, ein Stellmacher und zwei Schmiede im Freien. Auf der rechten Seite ist ein Drechsler an einer Drehbank dargestellt. Am rechten Rand ist unter der Palastarchitektur ein Stollen mit Bergleuten dargestellt. Die zweiten Ebene geht nicht über die volle Länge der Krippe. Am linken Rand arbeitet ein Zimmerer, daneben spielt eine Musikkapelle. Ein Mann transportiert Holz mit einer Schubkarre, daneben arbeiten wieder zwei Zimmerer. Auf der rechten Seite arbeitet ein Weber an einem Handwebstuhl, daneben fällen zwei Männer einen Baum mit einer Säge. Auf der dritten Ebene gehen weltliche und biblische Motive ineinander über. Lokale Handwerker und biblische Figuren bewegen sich von beiden Seite zu dem in der Mitte stehenden Stall hin und bringen ihre Gaben. Auf der linken Seite schleift ein Metzger sein Messer an einer Schleifscheibe. Auf der rechten Seite ist die heilige Familie dargestellt, Josef bei der Arbeit, Jesus beim Tragen von Holz und Maria im Gebet.

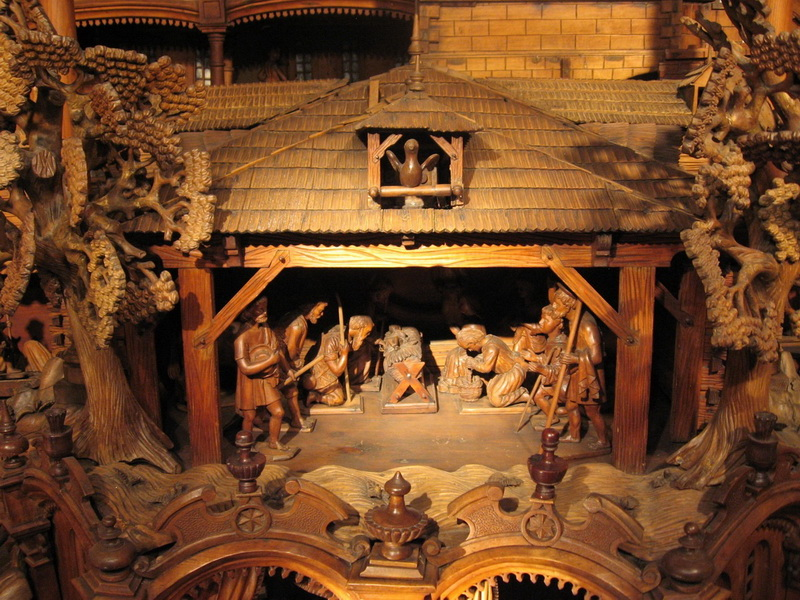
Christi Geburt
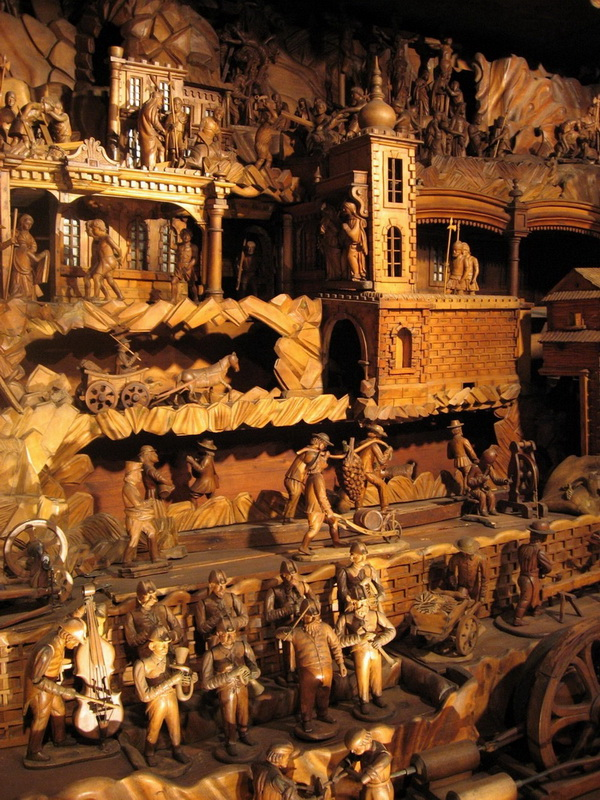
Alltagsleben
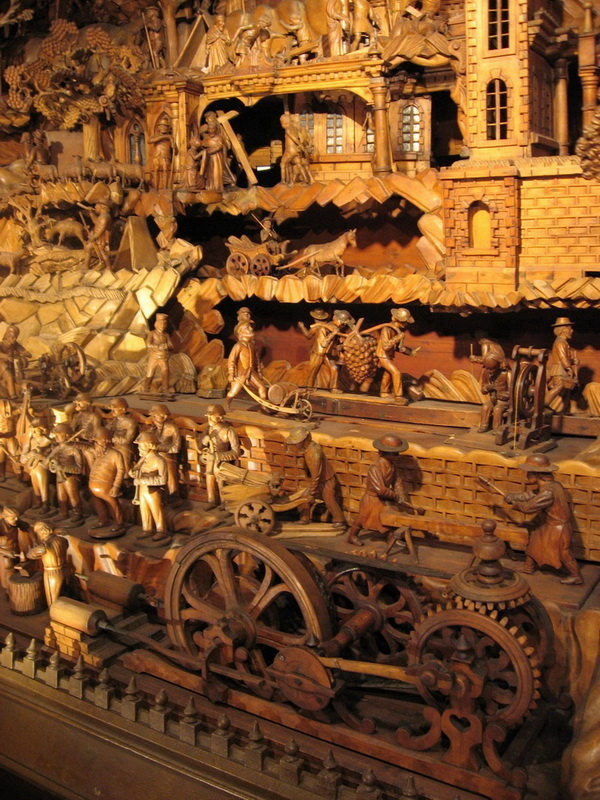
Alltagsleben
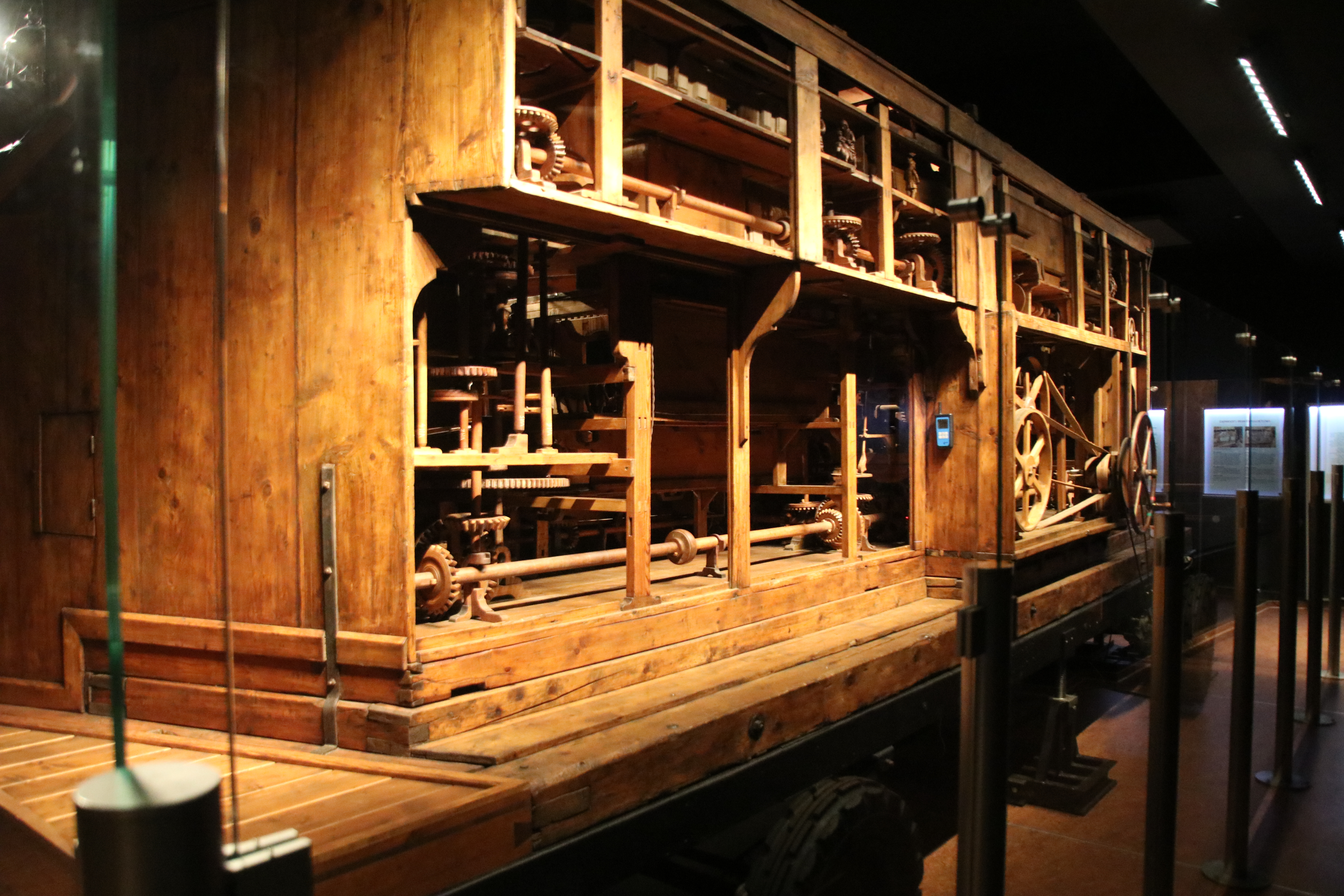
Mechanik auf der Rückseite